# A (SAB)
A är ett signum i SAB. 

## ABok- ochbiblioteksväsen
- Aa Bibliografi
  - Aaa Bok- och biblioteksväsen
    - Aaaa Bibliografier över bibliografier
    - Aaab Bibliotek
    - Aaac Arkiv
    - Aaad Bokförlag och bokhandel

  - Aac Religion (struktur enligt C (SAB))
  - Aad Filosofi och psykologi (struktur enligt D (SAB))
  - Aae Uppfostran och undervisning (struktur enligt E (SAB))
  - Aaf Språkvetenskap (struktur enligt F (SAB))
  - Aag Litteraturvetenskap (struktur enligt G (SAB))
  - Aai Konst, musik, teater, film, fotokonst (struktur enligt I (SAB))
  - Aaj Arkeologi (struktur enligt J (SAB))
  - Aak Historia (struktur enligt K (SAB))
  - Aal Biografi och genealogi (struktur enligt L (SAB))
  - Aam Etnografi, socialantropologi och etnologi (struktur enligt M (SAB))
  - Aan Geografi och lokalhistoria (struktur enligt N (SAB))
  - Aao Samhälls- och rättsvetenskap (struktur enligt O (SAB))
  - Aap Teknik, industri och kommunikationer (struktur enligt P (SAB))
  - Aaq Ekonomi och näringsväsen (struktur enligt Q (SAB))
  - Aar Idrott, lek och spel (struktur enligt R (SAB))
  - Aas Militärväsen (struktur enligt S (SAB))
  - Aat Matematik (struktur enligt T (SAB))
  - Aau Naturvetenskap (struktur enligt U (SAB))
  - Aav Medicin (struktur enligt V (SAB))
  - Aax Förteckningar: musikalier
  - Aay Förteckningar: musikinspelningar
- Ab Bibliotek
  - Aba Biblioteksteknik och biblioteksorganisation
    - Abaa Biblioteksautomatisering
      - Abaaz Biblioteksautomatisering: särskilda system

  - Abd Bokbestånd
    - Abda Förvärv och urval

  - Abf Bibliotekens service
    - Abfb Referensarbete
      - Abfba Bibliotek och IT
        - Abfbaz Datorbaserad informationssökning: särskilda databaser

  - Abh Kontaktskapande arbete och PR
- Ac Arkiv
  - Aca Arkivteknik- och organisation
  - Acb Arkivens målsättning och uppgifter
  - Acc Arkivens organisation, administration och ekonomi
    - Acca Arkivens organisation och administration
    - Accb Arkivbyggnader, -lokaler och inventarier
      - Accba Arkivbyggnader och -lokaler
      - Accbb Arkivutrustning och -inredning

    - Accc Arkivpersonal
    - Accd Arkivens ekonomi

  - Acd Arkivbestånd
    - Acda Förvärv och urval
      - Acdab Bytesverksamhet
      - Acdag Gallring

    - Acdb Katalogisering
    - Acdc Klassifikation
      - Acdci Tesaurer och indexering

    - Acdd uppställning och arkivvård

  - Ace Specialsamlingar
  - Acf Arkivens service
    - Acfa Mediedistribution, utlåning
    - Acfb Informationsservice, referensarbete
      - Acfba Informationssökning och -återvinning
        - Acfbaz Datorbaserad informationssökning: manualer: särskilda databaser

    - Acfc Reproduktionsverksamhet
    - Acfd Regionalt arkivarbete
    - Acfe Användarutbildning
- Ad Bokförlag och bokhandel
  - Ads Lagerlokaler
- Ae Bokväsen
  - Aea Bokhistoria
  - Aeb Skrivredskap och skrivmateriel
  - Aec Boktryckerihistoria
  - Aef Redigeringsteknik
  - Aet Bibliofili
- Af Skrift
  - Afb Paleografi
  - Afc Kalligrafi
  - Afd Chiffer